# Tribu de Jah

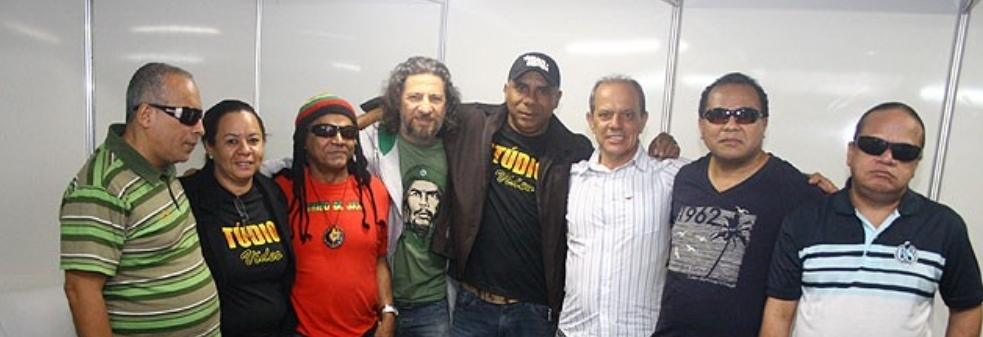
Tribu de Jah

Tribo de Jah (en portugués Tribo de Jah), es un grupo musical de reggae brasileño, formada en una escuela de ciegos de Maranhão. Fue en esta escuela que se conocieron los cuatro integrantes que son ciegos, y uno que tiene apenas una visión parcial. São Luís, capital de Maranhão, es conocida como la Jamaica brasileña debido a la difusión lograda por el reggae de este grupo. El cantante Fauzi Beydoun ingresó al grupo un tiempo después, proveniente de San Pablo.

## Integrantes
- Fauzi Beydoun - Vocalista, Guitarra y Compositor
- Frazão - Teclado
- José Orlando - Vocalista y Percusión
- Aquiles Rabelo - Bajo
- João Rodrigues - Batería
- Marlon Siqueira - Guitarra
- Luan Richard Silva  teclado

## Discografía
- Roots Reggae - 1995
- Ruinas da Babilônia - 1996
- Reggae'n Blues (solo de Fauzi Beydoun) - 1997
- Reggae na Estrada - 1998
- 2000 Anos Ao Vivo - 1999
- Além do Véu de Maya - 2000
- Essencial - 2001
- A Bob Marley - 2001
- Ao Vivo 15 Anos - 2002
- Guerreiros da Tribo - 2003
- In Version - 2004
- The Babylon Inside - 2006
- Love to the World, Peace to the People - 2007
- Refazendo - 2008
- Pedra de Salão - 2014